# Matthias Rauchmiller

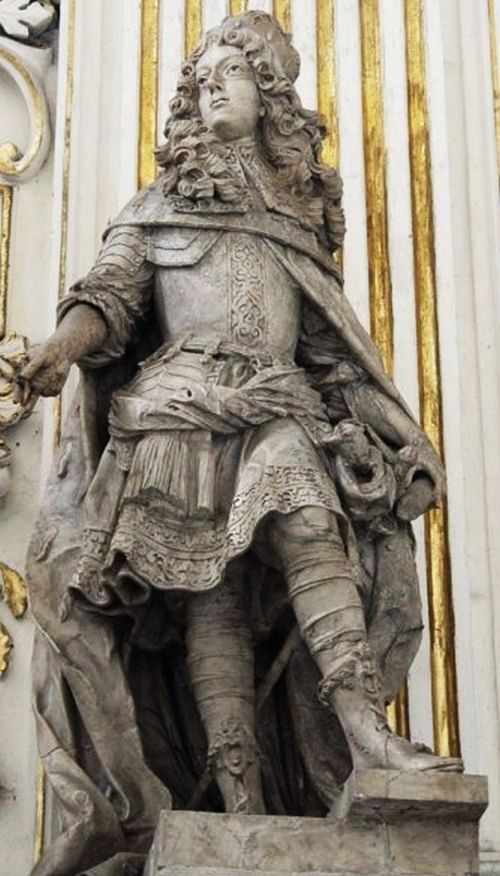
Figura księcia Jerzego Wilhelma w Mauzoleum Piastów Śląskich w Legnicy

Matthias Rauchmiller (Rauchmüller) (ur. 11 stycznia 1645 w Radolfzell am Bodensee, zm. 15 lutego 1686 w Wiedniu) – niemiecki rzeźbiarz i malarz.
Kształcił się we Flandrii. Tworzył w stylu klasycyzującego baroku. Jego głównymi dziełami są m.in. freski w kościele dominikanów w Wiedniu (ok. 1675-1676), freski kopuły i rzeźbione figury książąt w Mauzoleum Piastów Śląskich w Legnicy (1677-1679), a także nagrobki biskupa K. Metternicha w Trewirze (1675), O. Pestaluzziego i A.K. von Arzata w katedrze Marii Magdaleny we Wrocławiu (1679). Rzeźbił również w kości słoniowej.